# Anna Jacobapolder
Anna Jacobapolder es una localidad de la provincia de Zelanda (Países Bajos). Es parte del municipio de Tholen. Está situada 18 km al noroeste de la ciudad Tholen. En 2001 contaba con 275 habitantes en un núcleo de 0,058 km² y 121 residencias, mientras que la población de toda su área administrativa ascendía a los 420 habitantes en 2005.